# Southern Rock Opera
Southern Rock Opera è il terzo album in studio del gruppo musicale statunitense Drive-By Truckers, pubblicato nel 2001.

## Tracce

### Disco 1:Act one: Betamax Guillotine
1. Days of Graduation – 2:36 (Hood)
2. Ronnie and Neil – 4:52 (Hood)
3. 72 (This Highway's Mean) – 5:26 (Cooley)
4. Dead, Drunk, and Naked – 4:51 (Hood)
5. Guitar Man Upstairs – 3:17 (Cooley)
6. Birmingham – 5:03 (Hood)
7. The Southern Thing – 5:08 (Hood)
8. The Three Great Alabama Icons – 6:51 (Hood)
9. Wallace – 3:27 (Hood)
10. Zip City – 5:16 (Cooley)
11. Moved – 4:17 (Malone)

### Disco 2:Act two
1. Let There Be Rock – 4:19 (Hood)
2. Road Cases – 2:42 (Hood)
3. Women Without Whiskey – 4:19 (Cooley)
4. Plastic Flowers on the Highway – 5:04 (Hood)
5. Cassie's Brother – 4:58 (Malone)
6. Life in the Factory – 5:28 (Hood)
7. Shut Up and Get on the Plane – 3:38 (Cooley)
8. Greenville to Baton Rouge – 4:11 (Hood)
9. Angels and Fuselage – 8:00 (Hood)